# Wedendorfersee
Wedendorfersee är en kommun i Landkreis Nordwestmecklenburg i förbundslandet Mecklenburg-Vorpommern i Tyskland.
Kommunen bildades 1 juli 2011 genom en sammanslagning av de tidigare kommunerna Köchelstorf och Wedendorf.
Kommunen ingår i kommunalförbundet Amt Rehna tillsammans med kommunerna Carlow, Dechow, Groß Molzahn, Holdorf, Königsfeld, Rehna, Rieps, Schlagsdorf, Thandorf och Utecht.